# To the Unknown Man
To the Unknown Man is een single van Vangelis. Het is afkomstig van zijn album Spiral. Vangelis heeft weinig succes gehad met singles in Nederland en daarbuiten; zijn muziek leende zich meer voor elpees. To the Unknown Man haalde echter de Nederlandse singlelijsten. Met B-kant To the Unknown Man deel 2 met een lengte van 2:27 stond het twee weken in de Single Top 100. Deel 1 en deel 2 bleven echter samen korter dan het elpeestuk met dezelfde titel, dat klokte meer dan 9 minuten.
Het nummer bestaat uit steeds een herhaling van het oorspronkelijke thema.

## Lijsten

### Nederlandse Top 40
| "To the Unknown Man" in de Nederlandse Top 40 binnen: week 21/1978 | "To the Unknown Man" in de Nederlandse Top 40 binnen: week 21/1978 | "To the Unknown Man" in de Nederlandse Top 40 binnen: week 21/1978 | "To the Unknown Man" in de Nederlandse Top 40 binnen: week 21/1978 | "To the Unknown Man" in de Nederlandse Top 40 binnen: week 21/1978 | "To the Unknown Man" in de Nederlandse Top 40 binnen: week 21/1978 |
| Week                                                               | 1                                                                  | 2                                                                  | 3                                                                  | 4                                                                  |                                                                    |
| ------------------------------------------------------------------ | ------------------------------------------------------------------ | ------------------------------------------------------------------ | ------------------------------------------------------------------ | ------------------------------------------------------------------ | ------------------------------------------------------------------ |
| Nummer                                                             | 33                                                                 | 32                                                                 | 33                                                                 | 36                                                                 | uit                                                                |

### Nederlandse Single Top 100
| "To the Unknown Man" in de Nederlandse Single Top 100 binnen: 10-6-1978 | "To the Unknown Man" in de Nederlandse Single Top 100 binnen: 10-6-1978 | "To the Unknown Man" in de Nederlandse Single Top 100 binnen: 10-6-1978 | "To the Unknown Man" in de Nederlandse Single Top 100 binnen: 10-6-1978 |
| Week                                                                    | 1                                                                       | 2                                                                       |                                                                         |
| ----------------------------------------------------------------------- | ----------------------------------------------------------------------- | ----------------------------------------------------------------------- | ----------------------------------------------------------------------- |
| Nummer                                                                  | 41                                                                      | 44                                                                      | uit                                                                     |

### Trivia
"To The Unknown Man" was op 19 maart 1980 het laatste nummer dat vanaf vinyl werd gedraaid op Radio Caroline aan boord van de M.V. Mi Amigo. Die dag sloeg het schip tijdens een storm van windkracht 10 van zijn anker en dreef van koers af. Het schip kwam op een zandbank terecht en sloeg daardoor lek. Na een dag vol problemen en pogingen om het schip leeg te pompen, werd vanaf 20:00 uur non-stop muziek uitgezonden via zogenaamde "stormtapes", afgewisseld met weerberichten en codes voor het kantoor aan land. Na 23:00 uur draaide DJ Nick Richards het nummer op vinyl om een stormtape terug te spoelen die na "The Unknown Man" weer werd gestart. Om 23:58 werd de band onderbroken en namen DJ's Tom Anderson en Stevie Gordon afscheid van de luisteraars. In de uren daarna werd de bemanning gered en kort daarna zonk het zendschip.